# Károly Rezső
Károly Rezső, született Karl Rezső (Prága, 1868. március 4. – Budapest, 1945. március 6.) - növénynemesítő, akadémiai tanár.

## Életrajza
Karl Alajos és Gratzer Mária fia. Oklevelét 1889-ben a Magyaróvári Gazdasági Akadémián szerezte. 1891-től a magyaróvári akadémián működött, 1896-ban a Növénytermelési Kísérleti Állomás helyettes vezetője, majd ugyancsak 1896-ban a Keszthelyi Gazdasági Tanintézetben a növénytermelés és rétművelés tanára, a Növénytermelési Kísérleti Tér vezetője lett. 1897-től a Földművelésügyi Minisztériumban működött, később az Országos Mezőgazdasági Üzemi Intézet igazgatója lett. 1893-ban Németországba küldték ki a cukorrépa-termelés tanulmányozására, utána indította el a hazai cukorrépa-nemesítést. Házastársa sipeki Balás Mária, Balás Árpád leánya (1876. november 24. – 1926. november 20.) volt.

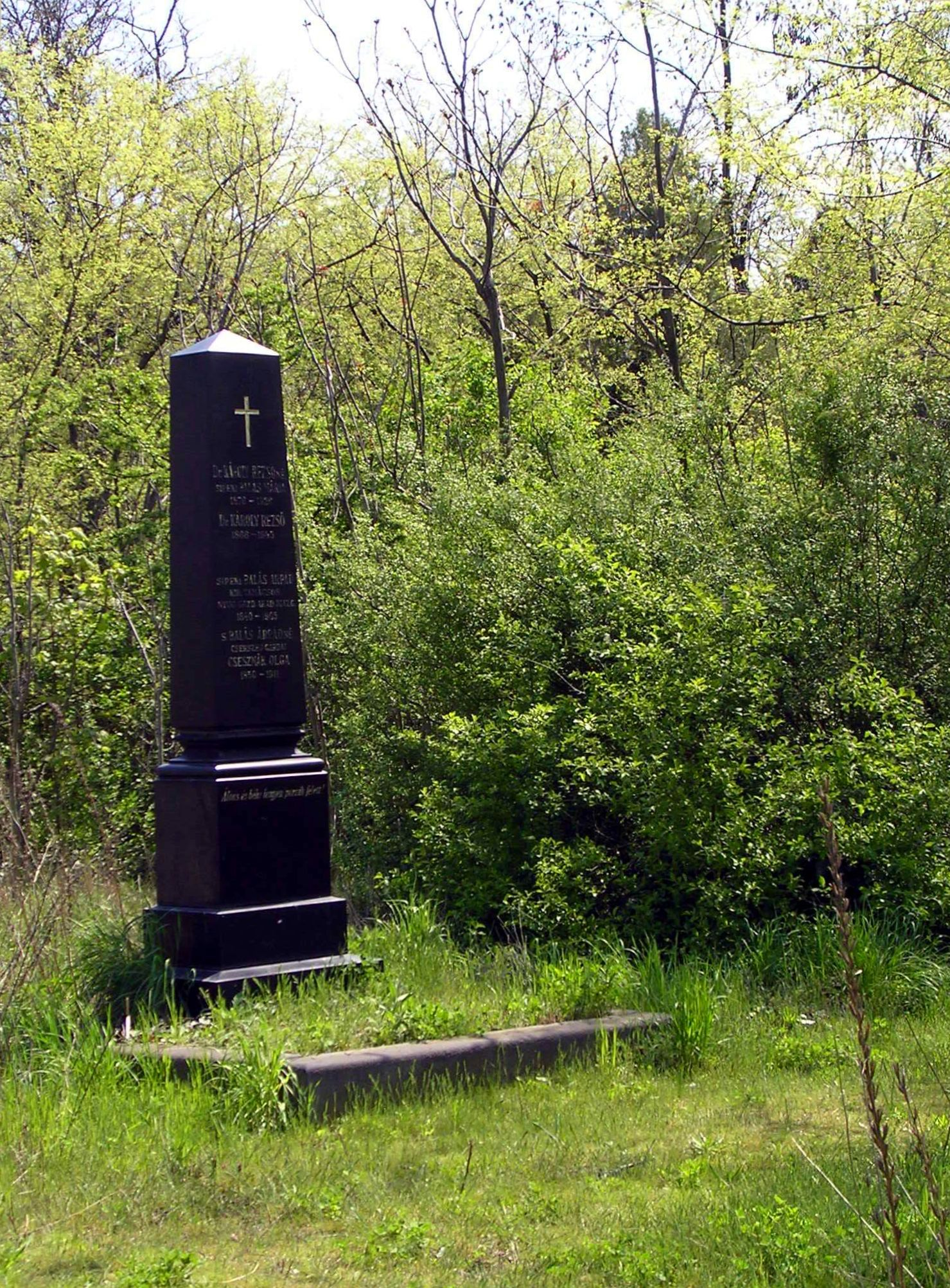
Balás Árpáddal és Balás Máriával, feleségével közös sírja a Fiumei úti sírkertben (39-3-23)

## Munkássága
Javaslatára létesült az Alföldi Mezőgazdasági Intézet és a Kender- és Lentermelési Kísérleti Állomás. Közreműködött különféle növénynemesítési munkákban, így a nemesítéseknél a polarizációs munkákat végezte.
A Kísérletügyi Közlemények című folyóirat szerkesztője volt. Széles körű szakirodalmi tevékenységével nagymértékben elősegítette a hazai ipari növények termelésének fejlesztését, a mezőgazdasági üzemtan jelentőségének fokozását.

## Főbb munkái
- Tanulmány a hazai cukorrépa, – magtermelés és – tenyésztés fontosságáról (Karl Rezső néven, Magyaróvár, 1894)
- Magyarország mezőgazdasági szakoktatási intézményei 1896 (Karl Rezső néven, Magyaróvár, 1894)
- Rét- és legelőművelés gyakorló és tanuló gazdák részére (Budapest, 1899)
- Franciaország mezőgazdasági viszonyai (Budapest, 1900)
- A tormáspusztai gazdaság üzemi viszonyai (Budapest, 1902)
- Mezőgazdasági üzemviszonyok és eredmények. Üzemstatisztikai tanulmány (Budapest, 1909)
- A gazdasági szakoktatás Magyarországon és a külföldön (Budapest, 1909)
- A fonalnövények termesztése és feldolgozása (Budapest, 1910)
- Mezőgazdasági főiskola kérdése (Budapest, 1911)
- Az ipari és kereskedelmi növények termesztése (Budapest, 1911)
- A vagyonváltság második törvénye (Budapest, 1922)
- A magyar mezőgazdasági kísérleti intézetek ismertetése (Budapest, 1922)
- A kisgazda adói. Adóútmutató kis- és nagygazdák számára (Budapest, 1928)